# Alexander Friedenreich
Alexander Friedenreich, född 1 juni 1849 i Köpenhamn, död 28 juni 1932, var en dansk läkare.
Friedenreich blev student 1867 och candidatus medicinæ 1874. Efter att ha varit kandidat på olika sjukhus var han förste underläkare vid Kommunehospitalets avdelning för nerv- och sinnessjukdomar 1878–1881 och disputerade för doktorsgraden 1879 på avhandlingen Om Athetosen. År 1890 blev han kommunläkare i Köpenhamn, var fängelseläkare 1897–1898 och därefter överläkare vid Kommunehospitalets avdelning för nerv- och sinnessjukdomar samt docent i psykiatri. Han utnämndes till titulär professor 1903, var tjänstgörande professor 1916–1919 och överläkare vid Kommunehospitalets 6. avdelning 1898–1920. Åren 1878–1893 var han medredaktör för "Hospitalstidende" och från 1900 medlem av styrelsen för Kriminalistforeningen.